# 職種 (陸上自衛隊)
職種（しょくしゅ）は、1等陸佐以下の陸上自衛官に割り当てられ、「素質及び技能に基づいて指定することで、その配置及び教育訓練を適正にし、もって個人及び部隊の能率を向上し、かつ、人事管理を容易にすることを目的」とした職務区分をいう。旧軍においては兵科（英: Branch、独: Truppengattung）と呼ばれた。「陸上自衛官の職種に関する訓令」（平成13年陸上自衛隊訓令第18号）では15種だが、一般向けの解説では野戦特科と高射特科を分けて16種とされ職種き章も別デザインのものを用いる。

## 概要
警察予備隊では、職種の分類に軍隊風用語が忌避されており、陸上自衛隊でもその名称をそのまま引き継いでいる（名称に変更があったのは保安科が警務科に、補給科が需品科に、それぞれ改称されたのみ）
警察予備隊では、一般部、技術部および行政部に大別した。そして、一般部に、普通科および特科を置いた。技術部に、施設科、輸送科、衛生科、補給科、武器科、通信科および化学科を置いた。行政部に、保安科、会計科、法務科および総務科を置いた。警察予備隊時代にあった法務科および総務科は現在までに廃止された。そのため、陸上自衛官の法務官配置（陸上幕僚監部、各師団、各旅団等に置かれている）には、各職種の者が充てられている。機甲科は、保安隊時代の1953年（昭和28年）8月に新設された。なお、2009年（平成21年）度末には新たに「軍事情報科」に当たる情報科を設けて情報専門家の自衛官を育成し、2014年（平成26年）度までには幹部1300人、曹士1900人を情報専門要員とする方針である。2024年（令和6年）3月に通信科がシステム通信科に変更された。
1等陸佐以下の陸上自衛官は、分類された職種に属する部隊に配置されるのが原則である。もっとも、これを厳格に適用すると1等陸佐相当職（連隊長や群長など）を多数有している普通科や特科に比して、他の職種の上級幹部が昇進配置に際して不利となってしまうので、他の職種であっても配置されることはある（佐藤正久など）。
職種徽章（きしょう。法令上は「き章」）には、当該職種で主に使用される道具や、当該職種を象徴するデザインが用いられている。なお、アメリカ陸軍にある「副官」「法務」に相当する課職種は、自衛隊には存在しない事から徽章もない。
高射特科を除く戦闘職種の学校は、富士学校に集合されている。後方職種の学校は、警務科および会計科が小平学校に集約されているが、それを除いては各職種毎に設けられている。ただし、音楽科のみは職種学校を有していない。
2025年（令和7年）現在、女性自衛官の配置制限がある職域は特殊武器防護隊で放射線を扱う部署のみとなっている。（2024年（令和6年）3月の坑道中隊廃止までは同中隊も対象であった）

## 各職種
職種部隊、職種機関は、「陸上自衛官及び陸上自衛隊の自衛官候補生の部隊章に関する達」別表において定められている。

### 普通科 (Infantry)
旧帝国陸軍における歩兵科、兵種としての歩兵に相当する。軽火器や迫撃砲、対戦車ミサイルなどをもって近接戦闘を行う。陸上自衛隊の主幹部隊であり、人員も最も多い。
- 隊旗の色彩：赤
- 職種徽章：交差した2丁の小銃（歩兵が肌身離さない武器）、桜に星（陸上自衛隊を象徴する）、および樹の葉（勝利の象徴）を組み合わせたもの。

- 職種学校：陸上自衛隊富士学校（普通科部）
- 教導部隊：普通科教導連隊
- 職種部隊：
  - 普通科連隊
  - 空挺団普通科大隊
  - 水陸機動団水陸機動連隊
  - 対戦車中隊
  - 警備隊
  - 対舟艇対戦車（中）隊

### 機甲科 (Armor)
旧陸軍における兵種としての戦車兵と、騎兵科（兵種としての騎兵）に相当する。戦車部隊、機動戦闘車部隊、偵察部隊、水陸両用車部隊に大別され、機甲戦闘を司る。
- 隊旗の色彩：だいだい
- 職種徽章：戦車（機甲科の代表的兵器）に2頭の天馬（偵察を表す）を組み合わせたもの。
- 職種学校：陸上自衛隊富士学校（機甲科部）※水陸両用車部隊については陸上自衛隊水陸機動教育隊
- 教導部隊：機甲教導連隊
- 職種部隊：
  - 戦車連隊
  - 戦車隊
  - 水陸機動団戦闘上陸大隊
  - 水陸機動団偵察中隊
  - 偵察戦闘大隊
  - 戦車中隊
  - 偵察隊
  - 機動戦闘車（中）隊

### 特科 (Artillery)
旧陸軍における砲兵科に相当する。野戦特科（野戦砲兵）と高射特科（高射砲兵）とに分類されており、国賓等に対する礼砲も担当する。

#### 野戦特科 (Field Artillery)
旧陸軍における兵種としての野砲兵・野戦重砲兵・重砲兵に相当する。方面隊には特科団、または方面特科連隊が編成され、北部方面隊の師団には特科連隊が、旅団には特科隊が配備される。主な装備品は、155mmりゅう弾砲 FH70等。
- 隊旗の色彩：濃黄
- 職種徽章：砲口、加農砲およびロケット弾を組み合わせたもの。
- 職種学校：陸上自衛隊富士学校（特科部）
- 教導部隊：特科教導隊
- 職種部隊：
  - 特科団本部および本部中隊
  - 特科群本部および本部中隊
  - 特科連隊
  - 地対艦ミサイル連隊
  - 旅団特科隊
  - 特科大隊
  - 空挺団特科大隊
  - 水陸機動団特科大隊
  - 観測中隊
  - 無線誘導機隊
  - 無人標的機隊

#### 高射特科 (Anti–aircraft Artillery)
旧陸軍における兵種としての高射砲兵に相当する。方面隊には高射特科団、または高射特科群が、師団には高射特科大隊、旅団には高射特科隊、または高射特科中隊（第7師団、第15旅団は高射特科連隊）が配備される。航空自衛隊が全般的な防空を担当しているので、陸上自衛隊の高射特科部隊は、低・中高度用誘導弾や87式自走高射機関砲等で、部隊および施設等の個別的な防空を担当している。
- 隊旗の色彩：濃黄
- 職種徽章：主要な装備である高射機関砲および対空誘導弾を組み合わせたもの。
- 職種学校：陸上自衛隊高射学校
- 教導部隊：高射教導隊
- 職種部隊：高射特科団本部および本部付隊、高射特科群本部および本部管理中隊、高射特科連隊、高射特科大隊、高射特科（中）隊、高射中隊

### 情報科 (Military Intelligence)
軍事情報科に相当し、専門的知識・技能をもって諜報・防諜活動に関することを担当する。
- 隊旗の色彩：水
- 職種徽章：日本神話に登場する金烏（きんう）と望遠鏡、鍵、日本刀を組み合わせたもの。
- 職種学校：陸上自衛隊情報学校（語学教育に関わる部門は第2教育部（旧：陸上自衛隊小平学校語学教育部））
- 教導部隊：情報教導隊
- 職種部隊：
  - 自衛隊情報保全隊および中央情報保全隊
  - 地方情報保全隊
  - 中央情報隊本部および本部付隊
  - 情報隊
  - 情報処理隊
  - 地理情報隊
  - 基礎情報隊
  - 現地情報隊
  - 方面情報隊本部
  - 方面情報処理隊
  - 方面通信情報隊
  - 方面情報収集隊（方面移動監視隊、方面無人偵察機隊を母体に編成）
  - 沿岸監視隊

### 航空科 (Aviation)
旧陸軍における航空兵科、兵種としての飛行兵に相当する。各種航空機を用いて地上部隊の支援を行う。
- 隊旗の色彩：あさぎ
- 職種徽章：回転翼（航空科の主装備たるヘリコプターを表す）を中央に配した盾を中心にして、その両側に翼を配したもの。
- 職種学校：陸上自衛隊航空学校
- 教導部隊：飛行教導隊
- 職種部隊：
  - 方面航空隊本部および本部付隊
  - 方面ヘリコプター隊
  - 対戦車ヘリコプター隊
  - 飛行隊
  - 旅団ヘリコプター隊
  - 方面管制気象隊
  - 航空野整備隊
  - ヘリコプター野整備隊
  - 中央管制気象隊
  - 特別輸送ヘリコプター隊
  - 輸送ヘリコプター群本部および本部付隊
  - 輸送航空野整備隊
  - 輸送航空隊本部および本部中隊
  - 連絡偵察飛行隊隊

### 施設科 (Engineer)
旧陸軍における工兵科、兵種としての工兵に相当する。築城や障害物の敷設などを担当する。
- 隊旗の色彩：えび茶
- 職種徽章：城および橋（施設科の代表的作業である築城・架橋を象徴する）を組み合わせてEの形に模したもの（アメリカ陸軍の工兵の兵科徽章に類似しており、法令上はEngineer（工兵）の頭文字をとって「Eの形」と規定されている）。
- 職種学校：陸上自衛隊施設学校
- 教導部隊：施設教導隊
- 職種部隊：
  - 施設団本部および本部付隊
  - 施設群本部および本部管理中隊
  - 施設大隊
  - 架橋中隊
  - 施設器材（中）隊
  - ダンプ車  両中隊
  - 施設（中）隊
  - 水際障害中隊
  - 空挺団施設中隊
  - 水陸機動団施設中隊
  - 教育支援施設隊

### システム通信科 (Signal)
兵種としての通信兵に相当する。各種通信組織の構成・維持・運営を司る。
- 隊旗の色彩：青
- 職種徽章：イナズマ（無線通信を象徴する）およびのろし（古代における通信手段）を組み合わせたもの。
- 職種学校：陸上自衛隊システム通信・サイバー学校
- 教導部隊：通信教導隊
- 職種部隊：
  - 中央野外通信群本部および本部付隊
  - 方面システム通信群本部および本部付隊
  - 基地システム通信大隊および本部中隊
  - 搬送通信大隊
  - 指揮所通信大隊
  - 指揮所通信中隊
  - 中枢交換通信（中）隊
  - 通信大隊
  - 旅団通信隊
  - 空挺団通信中隊
  - 水陸機動団通信中隊
  - 中央基地システム通信隊
  - 基地通信中隊
  - 基地システム通信中隊
  - 映像写真中隊
  - 通信保全監査隊
  - 高射搬送通信中隊
  - サイバー防護隊
  - 電子作戦隊
  - 電子戦隊
  - 電子戦中隊

### 武器科 (Ordnance)
火器・車両の整備・不発弾処理に関することを行う。
- 隊旗の色彩：緑
- 職種徽章：火炎弾に2本のスパナ（武器の補修を象徴する）を組み合わせてかぶとに模したもの。これは、米陸軍武器科の職種徽章に類似しているが、それにスパナが加わっている点が異なる。また、特に不発弾処理に関する教育を受けた者等は、制服に不発弾処理き章を着用する。
- 職種学校：陸上自衛隊武器学校
- 教導部隊：武器教導隊
- 職種部隊：
  - 高射直接支援（中・大）隊
  - 不発弾処理隊
  - 弾薬大（中）隊

### 需品科 (Quartermaster)
旧陸軍における経理部の一部に相当する。兵站のうち、燃料、糧食、需品の補給整備および隊員の給水・入浴・洗濯等を担当し、災害派遣においては被災者に対する入浴・給水支援などで活躍する。
- 隊旗の色彩：茶
- 職種徽章：鍵（宿営・倉庫管理を象徴）、ロート（燃料補給を象徴）および三日月（糧食補給を象徴。初の糧食補給部隊を作った仏のクロワッサン（croissantは三日月と同意）に由来していると言われている）を組み合わせたもの。
- 職種学校：陸上自衛隊需品学校
- 教導部隊：需品教導隊
- 職種部隊：
  - 補給大隊
  - 補給中隊

### 輸送科 (Transportation)
旧陸軍における輜重兵科、兵種としての輜重兵に相当する。大型車両による人員・装備品の輸送並びに自動車教習所の管理・運営に関することを担当する。
- 隊旗の色彩：紫
- 職種徽章：舵輪（船舶による輸送を象徴する）の中央にハンドル（トラックによる輸送を象徴する）を置き、舵輪の左右水平部の握りを翼（航空機による輸送を象徴する）に変えたもの。
- 職種学校：陸上自衛隊輸送学校
- 教導部隊：第311輸送中隊
- 職種部隊：
  - 方面輸送隊本部
  - 方面輸送（中）隊
  - 後方支援（連）隊輸送隊
  - 陸上自衛隊中央輸送隊

### 化学科 (Chemical)
化学防護戦を担当する。
- 隊旗の色彩：金茶
- 職種徽章：フラスコ（化学薬品を象徴する）に桜星を配したもの。
- 職種学校：陸上自衛隊化学学校
- 教導部隊：化学教導隊
- 職種部隊：
  - 中央特殊武器防護隊
  - 特殊武器防護隊
  - 化学防護隊

### 警務科 (Military Police)
旧陸軍における憲兵科、憲兵に相当する。司法警察職務および保安職務に関することを司る。
- 隊旗の色彩：銀ねずみ。以前は隊旗色がなかったが、2009年（平成21年）度末の情報科職種創設とともに隊旗色が「銀ねずみ」と定められた。
- 職種徽章：「警」（警務科の一字）の文字を入れた旭日章を中心に置き、その下方に交差した2本の警棒（使用する道具）および桜葉を配したもの。
- 職種学校：陸上自衛隊小平学校警務科部
- 職種部隊：警務隊

### 会計科 (Finance)
旧陸軍における経理部の一部に相当する。金銭の出納保管・給与計算に関することを司る。
- 隊旗の色彩：銀茶
- 職種徽章：ダイヤモンド（取扱う金銭を象徴する）を中央に、その外側に桜葉を、桜葉の茎部にはFin（財務を意味する英語Financeの略）の記号を配したもの。
- 職種学校：陸上自衛隊小平学校会計科部
- 職種部隊：
  - 中央会計隊
  - 方面会計隊
  - 会計隊

### 衛生科 (Medical)
旧陸軍における衛生部に相当する。傷病者の治療等に関することを担当する。なお、有事の際の扱いについては衛生兵#自衛隊の衛生要員も参照。
- 隊旗の色彩：濃緑
- 職種徽章：アスクレピオスの杖（蛇杖。医療を象徴する）および桜花を組み合わせたもの。
- 職種学校：陸上自衛隊衛生学校
- 教導部隊：衛生教導隊
- 職種部隊：対特殊武器衛生隊、方面衛生隊、後方支援連隊衛生隊、水陸機動団後方支援大隊衛生隊、後方支援隊衛生隊
- 職種機関：自衛隊中央病院、陸上幕僚長の監督を受ける  自衛隊各地区病院、陸上自衛隊衛生学校

### 音楽科 (Band)
旧陸軍における軍楽部に相当する。音楽演奏を通じて士気の高揚を図る。
- 隊旗の色彩：桜色。以前は隊旗色がなかったが、2009年（平成21年）度末の情報科職種創設とともに隊旗色が「桜色」と定められた。
- 職種徽章：リラ（古代メソポタミア・エジプト・ギリシアなどで用いられた竪琴）の下部に桜星を配し、外側を円で囲ったもの。
- 職種学校はないが、これに相当する部隊として陸上自衛隊中央音楽隊（朝霞駐屯地）がある。
- 職種部隊：方面音楽隊、師団音楽隊

### 普通科、特科、機甲科、情報科、施設科、武器科、衛生科、航空科、システム通信科、需品科、輸送科又はこれと同種の部隊等以外の部隊等
- 隊旗の色彩：
  - 紺（施設科、システム通信科、武器科、需品科および化学科のうち2以上の職種から構成される部隊）
  - 白（その他）
- 部隊　　：
  - 陸上総隊司令部および同付隊
  - 方面総監部および同付隊
  - 師団司令部および同付隊
  - 旅団司令部および同付隊
  - 富士教導団本部および本部付隊
  - 方面混成団本部
  - 中央業務支援隊
  - 中央即応連隊
  - 即応機動連隊
  - 国際活動教育隊
  - 特殊作戦群
  - 警務隊
  - 会計監査隊
  - 教育大隊本部
  - 陸曹教育隊
  - 陸上自衛隊幹部候補生学校教導隊
  - 共通教育中隊
  - 女性自衛官教育隊
  - 冬季戦技教育隊
  - 開発実験団
  - 駐屯地業務隊
  - 後方支援連隊本部および本部付隊
  - 空挺団本部および本部中隊
  - 空挺教育隊
  - 水陸機動団本部および同付隊
  - 水陸機動教育隊
  - シ ステム通信団本部および本部付隊
  - システム開発隊
  - 方面後方支援隊（輸送隊を除く。）
  - 訓練評価支援隊
  - 部隊訓練評価隊
  - 指揮所訓練支援隊
  - 空挺団後方支援隊
  - 水陸機動団後方支援大隊（衛生隊を除く。）
  - 後方支援（連）隊（第15後方支援隊を除く。）（衛生隊および輸送隊を除く。）
  - 第15後方支援隊（衛生隊を除く。）
- 機関　　：
  - 自衛隊体育学
  - 陸上自衛隊幹部候補生学校
  - 陸上自衛隊富士学校
  - 陸上自衛隊小平学校
  - 陸上自衛隊高等工科学校
  - 陸上自衛隊各補給処
  - 自衛隊各地方協力本部
  - 陸上自衛隊教育訓練研究本部
  - 陸上自衛隊補給統制本部

## 隊種標識の色
隊種標識の色は「陸上自衛官及び陸上自衛隊の自衛官候補生の部隊章に関する訓令」によって定められている。これは全陸上自衛官が制服の右上腕に付けている部隊章に付されるほか、自衛隊旗・第1空挺団所属部隊を除く部隊の旗の地の色 や、戦闘服装でパレードを行う際に襟元に巻くスカーフにも同じ色のものが使われることが多い。

例：第6師団部隊章 普通科（隊種標識色・赤）

| 職種           | 色       | 備考                                                                                              |
| -------------- | -------- | ------------------------------------------------------------------------------------------------- |
| 普通科         | 赤       | 旧陸軍の歩兵科（緋）にほぼ同じ。                                                                  |
| 機甲科         | だいだい |                                                                                                   |
| 特科           | 濃黄     | 旧陸軍の砲兵科（黄）にほぼ同じ。                                                                  |
| 情報科         | 水       |                                                                                                   |
| 航空科         | あさぎ   | 旧陸軍の航空兵科（淡紺青）にほぼ同じ。                                                            |
| 施設科         | えび茶   | 旧陸軍の工兵科（鳶）にほぼ同じ。                                                                  |
| システム通信科 | 青       |                                                                                                   |
| 武器科         | 緑       |                                                                                                   |
| 需品科         | 茶       | 旧陸軍の経理部（銀茶）に類似。                                                                    |
| 輸送科         | 紫       |                                                                                                   |
| 化学科         | 金茶     |                                                                                                   |
| 衛生科         | 濃緑     | 旧陸軍の衛生部（深緑）にほぼ同じ。                                                                |
| 後方支援       | 藍       | 施設科、システム通信科、武器科、需品科および化学科のうち2以上の職種から構成される部隊に適用する。 |
| その他         | 白       |                                                                                                   |